# Axel Pedersen Brahe
Axel Pedersen Brahe, död 1487, ägare av Krogholm och Tosterup, var en dansk adelsman i danska ätten Brahe.
Han var son till Peder Axelsen Brahe och Berete Bondesdatter född Thott.
Han gifte sig med Maren Thygesdatter född Lunge och var far till bland andra Thyge Axelsen Brahe och Axel Axelsen Brahe.
Omkring 1440 köpte han Tosterup av Jens Grim, som var en av drottning Margaretas förtrogna.
Han är begravd i Klosterkyrkan i Ystad.